# Helmert van der Flier

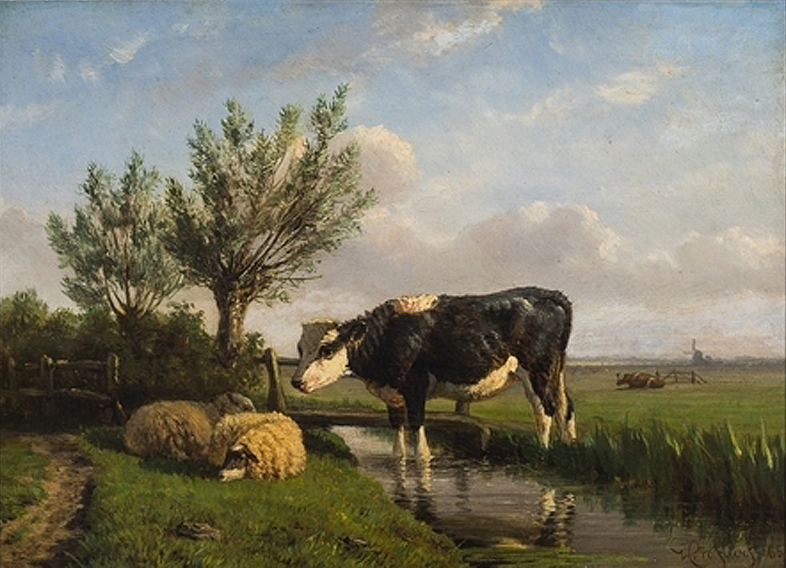
Weidelandschaft mit Kühen und Schafen

Helmert Richard van der Flier (* 26. November 1827 in Baarn; † 5. Juni 1899 ebenda) war ein niederländischer Landschafts- und Tiermaler.
Van der Flier war Schüler von James de Rijk in Hilversum. Danach kehrte er nach Baarn heim und wurde dort als Landschafts- und Tiermaler tätig. Er malte meist grasende Kühe und Schafe. Er heiratete am 5. Oktober 1859 in Utrecht Elisabeth Clara Geertruida Schrader (1828–1912), mit der er zwei Kinder hatte. Helmert van der Flier war ab 1881 Stadtrat in Baarn. Er war Mitglied der „Arti et Amicitiae“ in Amsterdam sowie des „Pulchri Studio“-Vereins in Den Haag.
Flier nahm auf Kunstausstellungen in Amsterdam, Den Haag, Rotterdam und Arnheim teil. Seine Werke befinden sich u. a. im Museum Boijmans Van Beuningen Rotterdam.